# Этталь (монастырь)

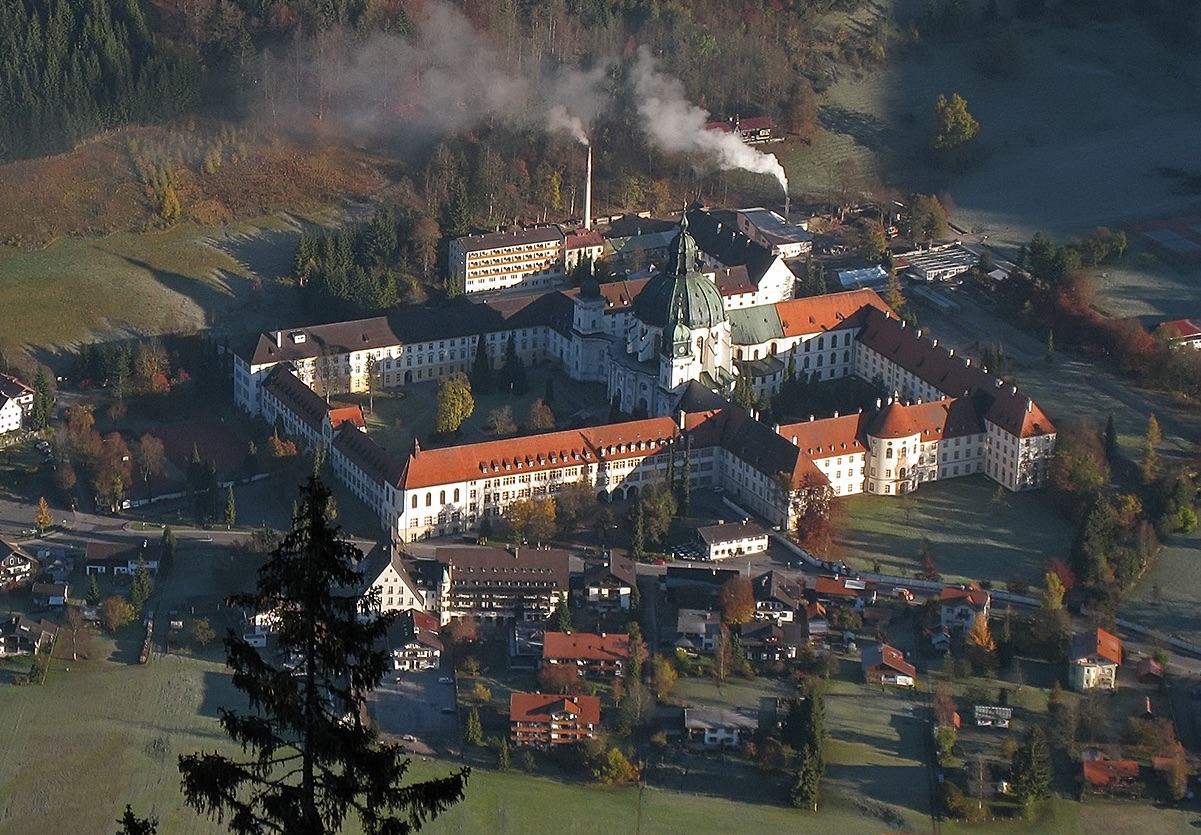
Общий вид архитектурного ансамбля

Монастырь Этталь, или Эттальское аббатство (нем. Kloster Ettal) — бенедиктинский монастырь в селе Этталь неподалёку от Линдерхофа, Обераммергау и Гармиш-Партенкирхена в горной части Баварии. Один из крупнейших памятников барокко на юге Германии.
Монастырь был основан в 1330 году, в день св. Виталия, возвращавшимся из Италии императором Людвигом Баварским. По преданию, на месте, где стоит монастырь, его конь трижды преклонил колена. Людвиг подарил обители статую Девы Марии итальянской работы.
Изначально был построен готический храм, состоящий из основного 12-гранного здания и возвышающейся рядом колокольни. Уже в 1370 году церковь имела вполне завершенный вид. Но, начиная с XVIII века готические элементы сооружения стали постепенно заменять барочными, пока в 1744 году не случился сильнейший пожар, нанесший значительный урон всему комплексу монастыря. Только к 1790 году смогли восстановить храм в прежнем виде и со временем приступили к возведению боковых башен. Первой появилась северная башня (находится левее от центральной части храма) — в 1853 году. Спустя полвека построили и южную башню с часами.
Первая церковь была освящена в честь праздника Вознесения Девы Марии. В одной части средневекового монастыря жили мужчины, в другой — женщины. При аббатстве имелось представительство тевтонских рыцарей. Во время Реформации монастырь разорили саксонцы под предводительством курфюрста Морица.
Аббатство было полностью перестроено после пожара в первой половине XVIII века в стиле южно-немецкого барокко под руководством швейцарца Энрико Цуккали. Украшением интерьеров занимался И. Б. Штрауб. Интерьер выполнен в бело-золотых тонах, на фоне которых хорошо выделяется живопись, рассказывающая легенды монастыря и библейские истории. Картину под куполом «Прославление Святого Бенедикта» создал в 1748-1751 годах Иоганн Цейлер.

В эти годы Этталь привлекал толпы пилигримов, а монастырское училище считалось одним из лучших в Германии. 

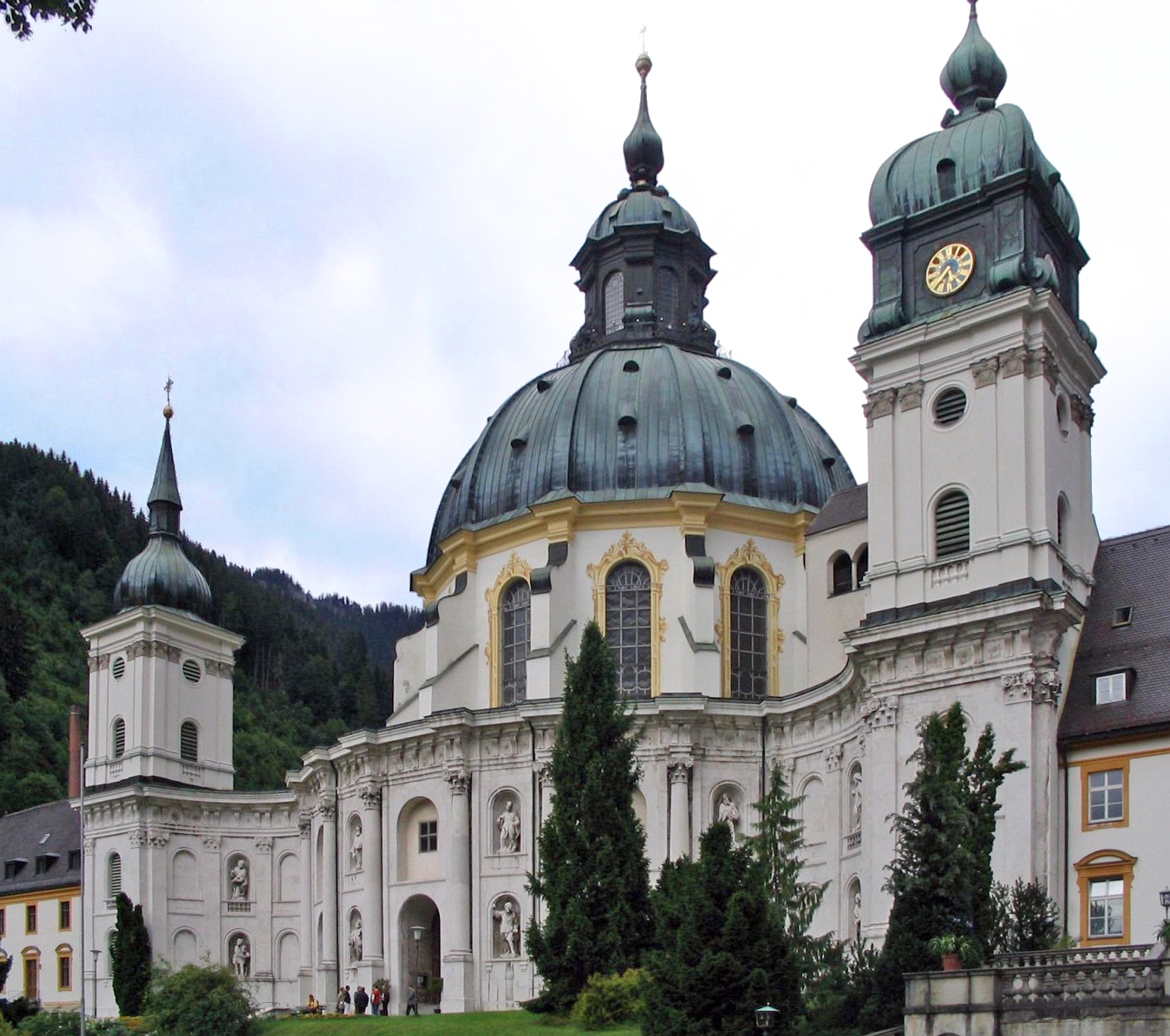
Барочный фасад базилики

Во время наполеоновской секуляризации (1803) аббатство было упразднено, а его здания переданы в руки Йозефа фон Эльбинга. В середине XIX века Эттальское поместье принадлежало медиатизованному графскому роду Паппенхайм. В 1900 г. передано братии Шейернского аббатства, которое возобновило в Эттале монашескую жизнь. В 1920 г. предоставлен статус малой базилики.
В 1922 году композитор Сергей Прокофьев работал в Эттале над оперой «Огненный ангел». В те же годы Алексей Ремизов писал про «Этталь, где монахи говорят на всех языках, это в Германии около Обераммергау. Ждут полночи. От алтаря до самых дверей выстроилась процессия с серебряными хоругвями. А между хоругвями видно просто шесты — шесты вымазаны особенным составом: если ими притронуться к фрескам, на стене расцветут цветы».
Во время Второй мировой войны Этталь был настроен оппозиционно к гитлеровскому режиму; одно время здесь проживали Руперт Майер и Дитрих Бонхёффер.
При монастыре имеются винокуренный завод (производство ликёра), пиво- и сыроварни, типография и гостиница. В 1993 г. часть братии была направлена в Саксонию для возрождения монашеской жизни в Вексельбурге.